# NGC 6342
NGC 6342 (другие обозначения — GCL 61, ESO 587-SC6) — шаровое скопление в созвездии Змееносец.
Этот объект входит в число перечисленных в оригинальной редакции «Нового общего каталога».